# Pauline (Alexandre Dumas)
Pauline (dt. Pauline) ist ein Roman des französischen Schriftstellers Alexandre Dumas aus dem Jahr 1838, der im Gegensatz zu den zahlreichen historischen Romanen des Autors in dessen Gegenwart angesiedelt ist.

## Handlung
Die Handlung wird über verschiedene Binnenerzählungen strukturiert. Der Erzählrahmen besteht daraus, dass der Ich-Erzähler Alexandre Dumas seinen Freund Alfred de Nerval in der Pariser Fechtschule von Grisier nach längerer Zeit wiedersieht und dass Nerval ihm bei dieser Gelegenheit vom Schicksal der jungen Pauline de Meulien erzählt. Bei einer Reise in die Normandie fand er zufällig die junge Frau, die im Keller einer Klosterruine eingesperrt war, und befreite sie. Alfred de Nerval und Pauline flohen anschließend gemeinsam nach England.
Auf der nächsten Erzählebene wiederum erzählt Pauline von den Hintergründen ihrer Gefangenschaft. Im Jahr 1830 heiratete sie Horace de Beuzeval, den sie bei einer Jagd kennengelernt hatte. Nach ein paar Monaten kam sie jedoch den kriminellen Machenschaften ihres Ehemanns auf die Schliche. Aus Angst von ihr verraten zu werden, sperrte dieser sie in den Ruinen eines Klosters ein, um sie dort sterben zu lassen.
Als Alfred schließlich erfährt, dass Horace de Beuzeval seine Schwester heiraten möchte, kehrt er nach Frankreich zurück und fordert ihn zum Duell auf, bei dem Horace getötet wird. Nachdem sie vom Ausgang des Duells erfährt, erkrankt Pauline und stirbt schlussendlich nach Aufenthalten in der Schweiz und Italien. Mit ihrem letzten Atemzug schwört sie Alfred de Nerval die ewige Liebe.

## Zu den Hauptfiguren

### Pauline
Schon der bedeutende Raum, den Pauline als Binnenerzählerin einnimmt (Kap. VII – XIV), zeigt, wie wichtig die weibliche Perspektive für Dumas ist. Auch bleibt Pauline trotz Ehe mit Horace und Liebesbeziehung zu Alfred bis zu ihrem Tod Jungfrau, weshalb die Presse an Dumas eine „ganz neue und überraschende Eigenschaft“ entdecken will, nämlich „die strengste Sittsamkeit und Züchtigkeit.“ 1831 noch hatte die konservative Presse in Dumas einen Skandalautor gesehen, der mit seinem Drama Antony eine „Apotheose des Ehebruchs“ geschrieben habe (La Quotidienne am 5. Juni 1831). In Pauline blieb er mit Ausnahme der Entführung und geplanten Vergewaltigung einer Engländerin in dieser Hinsicht eher zurückhaltend. Womöglich ist die hohe Sittsamkeit der Titelfigur eine Konzession an die konservative Leserschaft gewesen, die sich um die Mädchenerziehung sorgte und darüber wachte, dass die Töchter keine Romane mit unmoralischen Vorbildern in die Hand bekamen.
In Bezug auf die Genderaspekte reproduziert Pauline zwar in vieler Hinsicht die Unterordnung der Frau in der damaligen Geschlechterhierarchie. Eine Besonderheit liegt jedoch darin, dass Dumas sie zur Erzählerin macht und den Leserinnen und Lesern erlaubt, sich tief in die Gefühlswelt der unerfahrenen jungen Frau einzufühlen, die, gerade weil sie zur Naivität in Liebesdingen erzogen wurde, ihre Gefühle nicht zu deuten weiß.

### Alfred de Nerval
Alfred wiederum erhält psychologisch gesehen deutlich weniger Konturen. Abgesehen davon, dass er wie viele junge Männer seiner Zeit zu Grisier in die Fechtschule geht und Maler werden will, bevor er dank eines großen Erbes ein Leben als Privatier führt, erfährt man von ihm lediglich, dass er Pauline seit jeher geliebt hat.

### Horace de Beuzeval
Als schillerndste und vielleicht faszinierendste Figur des Romans gilt Horace de Beuzeval, den Callet-Bianco als Variante des romantischen „l’homme fatal“ mit Faust, Karl Moor oder Byrons Manfred in eine Linie stellt. Um Horace dreht sich das Interesse der anderen Figuren, so dass auch der Leser am meisten über ihn erfährt. Als Ursache seiner Albträume und seiner psychopathischen Veranlagung zum Verbrechen wird eine pränatale Prägung angeführt, bei der seine schwangere Mutter, von spanischen Banditen an einem Baum gefesselt, mitansehen musste, wie ein anderer Reisender ermordet wurde. Der Roman suggeriert dabei, dass Horace diese traumatische Szene, die von der Mutter auf ihn übergegangen ist, zwanghaft in seinen eigenen Verbrechen wiederholt.

## Zur Rezeption vonPauline
Der Roman bescherte Dumas 1838 einen Doppelerfolg bei Kritikern und Publikum, trat dann aber hinter den noch weitaus erfolgreicheren späteren Romanen zurück und geriet in Vergessenheit. In Frankreich begann die Wiederentdeckung Dumas‘ zu seinem 200. Geburtstag im Jahre 2002, als seine sterblichen Überreste vom Friedhof seiner Heimatstadt Villers-Cotterêts ins Panthéon überführt wurden. Zeitgleich erfolgte eine Neuauflage von Pauline als Taschenbuch. Da der kurze und spannende Roman auf paradigmatische Weise die Romantik veranschaulicht, wird er mittlerweile in Frankreich auch als gymnasiale Schullektüre eingesetzt und wurde damit in kurzer Zeit wieder kanonisiert.
Im deutschsprachigen Raum ist Pauline weitgehend unbekannt. Abgesehen davon, dass Welterfolge wie Die drei Musketiere und Der Graf von Monte-Christo frühere Werke in den Schatten gestellt haben, stellte der Erste Weltkrieg einen historischen Einschnitt in der deutschsprachigen Dumas-Rezeption dar, nach dem ein Großteil seiner Werke in Vergessenheit geriet. Zum 150. Todestag von Dumas wurde 2020 eine ältere Übersetzung in einer geprüften und sprachlich behutsam aktualisierten Version neu herausgegeben.

## Ausgaben
- Dumas, Alexandre: Pauline, Paris: Gallimard, 2002. (= Folio classiques)
- Dumas, Alexandre: Pauline, Berlin: Dornbrunnen-Verlag, 2020.